# Ербержемон
Ербержемон (фр. Herbergement) насеље је и општина у западној Француској у региону Лоара, у департману Вандеја која припада префектури Ла Рош сир Јон.
По подацима из 2011. године у општини је живело 2818 становника, а густина насељености је износила 168,24 становника/km². Општина се простире на површини од 16,75 km². Налази се на средњој надморској висини од 69 метара (максималној 72 m, а минималној 39 m).

## Демографија
| 1962. | 1968. | 1975. | 1982. | 1990. | 2011. |
| ----- | ----- | ----- | ----- | ----- | ----- |
| 1.306 | 1.414 | 1.531 | 1.654 | 1.706 | 2.818 |

График промене броја становника у току последњих година